# Joey Stinissen
Joey Stinissen (Almelo) is een Nederlandse chef-kok. Met zijn eigen restaurant Zenith in Apeldoorn heeft Stinissen in 2024 een Michelinster behaald.

## Carrière
Joey Stinissen heeft naast in zijn eigen bedrijf gewerkt te hebben, ook gewerkt bij enkele andere gerenommeerde restaurants zoals De Swarte ruijter (1*, Holten), Pure C (2*, Cadzand), Librije's Zusje (2*, Zwolle) & Joelia (1*, Rotterdam). Zijn opleiding heeft hij genoten aan de Cas Spijkers Academie in Twente. Stinissen was tevens in 2019 genomineerd als een van de tien talentvolle jonge chefs van GaultMillau

## Samenwerking Voedselbank Apeldoorn
Stinissen heeft binnen Apeldoorn samengewerkt met de lokale Voedselbank, waarbij hij liet zien smakelijke gerechten te kunnen koken met wat normaliter in een basis voedselpakket zit. Deze actie was bovenal gefocust op de naderende feestdagen. Stinissen heeft hierbij toen tevens een pluspakket samengesteld met de voedselbank waarmee ontvangers van de voedselpakketten zijn gerechten konden namaken. 